# Wasilij Griazin
Wasilij Griazin (ros.Василий Грязин) rosyjski kierowca rajdowy urodzony w Moskwie 11 listopada 1993.
W roku 2012 zajął trzecie miejsce w rajdowych mistrzostwach Rosji wygrywając jedną z sześciu eliminacji.